# Portada/article febrer 12

## Garri Kaspàrov
Garri Kímovitx Kaspàrov (Bakú, 13 d'abril de 1963) és un jugador d'escacs, escriptor, i activista polític rus, (soviètic fins al 1991), que té el títol de Gran Mestre des de 1980. És excampió del món d'escacs, i, per molts, el millor escaquista de tots els temps. La Unió Soviètica li va atorgar els ordes de la Bandera Roja del Treball i de l'Amistat dels Pobles, així com el títol de Mestre Honorífic de l'Esport.